# Доравил (Џорџија)
Доравил (Џорџија) (енгл. Doraville) град је у америчкој савезној држави Џорџија. По попису становништва из 2010. у њему је живело 8.330 становника.

## Демографија
Према попису становништва из 2010. у граду је живело 8.330 становника, што је 1.532 (15,5%) становника мање него 2000. године.
| Група             | 2000.         | 2010.         |
| Белци             | 2.787 (28,3%) | 1.870 (22,4%) |
| Афроамериканци    | 1.457 (14,8%) | 797 (9,6%)    |
| Азијати           | 1.250 (12,7%) | 1.472 (17,7%) |
| Хиспаноамериканци | 4.284 (43,4%) | 4.119 (49,4%) |
| Укупно            | 9.862         | 8.330         |